# Verb
Un verb és una paraula que expresa una acció. Un verb també pot ser una categoria gramatical, nucli del predicat o sintagma verbal, que expressa existència, estats, accions, processos o modificacions d'un subjecte o sintagma nominal. És la categoria del fenomen, la que situa el subjecte en el temps, accident o morfema característic del verb; a més, el verb també és marcat pels morfemes de persona, nombre, aspecte, mode i veu. Aquests morfemes fan del verb una part variable de l'oració i constitueixen la seva conjugació, en flexionar-se el radical (element que conté la significació lexical del mot) o el tema verbal amb les desinències o terminacions, que donen lloc a les distintes formes de cada paradigma. Per tant, és una paraula que expressa l'acció que rep o realitza el subjecte, i és l'única que és imprescindible en una frase.

## Història
Els verbs formen la primera categoria gramatical que es va establir, i a la gramàtica grecollatina formaven una de les dues divisions, oposant-se al nom: els ónoma o entitats de les quals es predica i els rhema que és allò que es predica, identificat amb els verbs. Des de les primeres classificacions es va atendre als morfemes de conjugació, però aquesta definició es considera avui dia etnocèntrica, ja que està modelada sobre la base de les llengües indoeuropees i suposa que tots els idiomes vehiculen els accidents de la mateixa manera.
Les definicions semàntiques són les que més dominen a la història gramatical i assimilen verb a acció. Això és inexacte, ja que hi ha paraules que refereixen accions (com "arribada") i verbs que no impliquen cap acte, com els copulatius. Per això es va intentar passar a caracteritzacions més formals.
Les escoles que han intentat definir-lo des d'un punt de vista formal han establert que és el nucli del sintagma verbal i per extensió de la frase (hi estarien d'acord el funcionalisme, l'estructuralisme i el primer generativisme). Aquest verb és el nucli perquè marca la concordança de la resta d'elements, l'aparició obligada d'uns o altres segons la valència i l'estructura genèrica de la frase. El segon generativisme, però, s'hi oposa i afirma que hi ha un element encara més profund que el verb, denominat Flex, que és el que estructura tota la frase marcant la concordança de la resta de categories.

## Conjugació
El verb és una paraula variable, que es flexiona o conjuga per adoptar diferents característiques i accions. En la majoria de llengües aquesta conjugació es duu a terme mitjançant canvis en els morfemes o desinències que s'ajunten amb un lexema o arrel. Aquests morfemes expressen els següents conceptes (anomenats aspectes o accidents) en català:
- Persona: primera, segona o tercera
- Nombre: singular o plural
- Mode: Els modes personals del verb són indicatiu, subjuntiu i imperatiu, més les formes no personals de l'infinitiu, el gerundi i el participi. L'indicatiu té els temps present, pretèrit —imperfet i perfet— futur i condicional; el subjuntiu té el present i el pretèrit imperfet; l'imperatiu té un sol temps. Els temps de l'indicatiu i el subjuntiu, amb les formes no personals de l'infinitiu i el gerundi, tenen els corresponents temps composts, constituïts per les formes simples del verb auxiliar haver (o ésser, algunes vegades dialectalment) i el participi de cada verb.[2]
- Temps verbal: present, passat, futur (amb variants)
- Veu: activa o passiva
- Aspecte gramatical: perfectiu o imperfectiu
- Gènere (només els participis): masculí i femení

Segons la conjugació pot haver-hi verbs regulars o irregulars. Els verbs defectius són aquells que no tenen la conjugació completa, com per exemple el verb "caldre" en català, que només compta amb algunes persones.
Hi ha llengües, com l'esperanto o el xinès, on els canvis són mínims en la conjugació (per exemple en esperanto hi ha una terminació per a cada temps bàsic i cap més desinència).

## Complements i adjunts
Els verbs van acompanyats de tot un seguit de sintagmes, que poden ser complements o adjunts. Els complements són els sintagmes exigits pel verb, és a dir, són els sintagmes que un verb necessita per a construir una frase gramatical i amb sentit. Per exemple, el verb comprar exigeix dos complements: un subjecte i un objecte directe. Els adjunts són sintagmes que acompanyen el verb i aporten informació addicional, però no imprescindibles perquè la frase tingui sentit i sigui gramatical.
El nombre de complements que porta un verb determina la seva valència i estructura tota la construcció de l'oració. Existeixen verbs de valència zero o impersonals, de valència u (intransitius en terminologia tradicional), de valència dos (transitius) i tres. Els casos més complexos s'agrupen en un sol apartat com verbs plurivalents. Els verbs canvien de valència en diferents llengües. La valència verbal depèn en alguns casos del significat del verb (per exemple un verb com ploure és de valència zero, ja que no hi ha cap agent animat que pugui fer de subjecte), mentre que en altres és una convenció arbitrària fruit de l'evolució lingüística i la gramàtica de cada idioma.

## Tipus de verbs

### Atributius
Segons el tipus de predicat, hi ha verbs copulatius i predicatius (encara que alguna gramàtica admet també els semicopulatius o semipredicatius).
- Els verbs copulatius o atributius són els que no aporten cap significat a l'oració i funcionen com a simples nexes entre el subjecte i el predicat secundari. Els verbs que clàssicament s'han categoritzat com a copulatius són ser, estar i semblar tot i que de vegades poden funcionar com a predicatius i que, de vegades, altres verbs també funcionen com a atributius.

### Predicatius
Els verbs que no exigeixen un subjecte s'anomenen verbs impersonals. A les llengües romàniques, els verbs impersonals es conjuguen en tercera persona del singular. Llengües germàniques com per exemple l'anglès o l'alemany opten per plenar el buit deixat per l'absència de subjecte amb partícules com per exemple it (anglès) o es (alemany). Exemples: ploure, caler.
Els verbs que exigeixen un objecte directe s'anomenen verbs transitius. L'agent del verb (és a dir, qui executa l'acció expressada pel verb) rau en el subjecte, i el pacient (això és, qui rep l'acció expressada pel verb) rau en l'objecte directe. Exemples: menjar, mirar.
Els verbs que no poden anar acompanyats per un objecte directe s'anomenen verbs intransitius. N'hi ha de dos tipus:
- Verbs intransitius inergatius. Exigeixen un subjecte amb funció d'agent. Exemples: treballar, telefonar.
- Verbs intransitius inacusatius. Exigeixen un subjecte amb funció de pacient. Exemples: arribar, caure, esdevenir. Són precisament els verbs que en italià, francès, alemany o holandès utilitzen el verb ésser com a auxiliar de les formes verbals compostes en lloc del verb haver. En català, el subjecte d'aquests verbs es pot pronominalitzar amb en (Arriben tres vaixells / N'arriben tres), cosa que no passa amb els intransitius inergatius.

Els verbs que exigeixen un objecte directe (amb funció de pacient-objecte) i un objecte indirecte (amb funció de pacient-persona) s'anomenen verbs ditransitius. Exemple: donar.
Els verbs que necessiten dos subjectes s'anomenen recíprocs. En català, aquests dos subjectes poden coordinar-se amb la conjunció "i" o amb la preposició "amb". Exemple: Jo i la Maria vam ballar a la festa, Jo amb la Maria vam ballar a la festa (registre més col·loquial).
Els verbs reflexius necessiten que el subjecte faci d'agent i de pacient, exigint així dos complements. El pacient s'expressa mitjançant un pronom feble adherit al verb, que generalment es categoritza com a datiu possessiu. Exemple: rentar-se.
Finalment, hi ha verbs, anomenats pronominals, que necessiten l'addició un morfema per a ser conjugat. Exemple: penedir-se.

### Quadre resum dels tipus de verbs
| Tipus de verb          | Subjecte          | Pronom feble            | Objecte directe   | Objecte indirecte |
| ---------------------- | ----------------- | ----------------------- | ----------------- | ----------------- |
| Impersonal             | No n'hi ha        |                         |                   |                   |
| Transitiu              | Agent             |                         | Pacient           |                   |
| Intransitiu inergatiu  | Agent             |                         | No n'hi ha        | Pacient           |
| Intransitiu inacusatiu | Pacient           |                         | No n'hi ha        |                   |
| Ditransitiu            | Agent             |                         | Pacient (objecte) | Pacient (persona) |
| Recíproc               | Agent 1 + Agent 2 |                         |                   |                   |
| Reflexiu               | Agent =           | = Pacient               |                   |                   |
| Pronominal             |                   | Cal per a la conjugació |                   |                   |

## Classificació semàntica
A banda d'aquesta divisió sintàctica, històricament s’ha intentar dividir els verbs segons el seu significat. Sorgeix així el concepte d’Aktionsart o aspecte lèxic, que classifica els verbs en funció de com s’estructuren en relació al temps. A diferència de l’aspecte gramatical, que es pot variar en funció de la intenció del parlant, l'aspecte lèxic és inherent a l'esdeveniment indicat pel verb.
Zeno Vendler (1957) donà quatre categories: estat (state), activitat (activity), assoliment (achievement) i resultat (acomplishment). Bernard Comrie (1976) afegeix la categoria d’esdeveniments semelfactius o puntuals. Els estats indiquen la permanència d’una entitat en un estat determinat (tret semàntic [+estat]), mentre que la resta indiquen una acció o procés, és a dir, quelcom dinàmic (tret [-estat]). Estats, activitats i resultats són duratius (tret semàntic [+duratiu]), és a dir, indiquen situacions, accions o processos que s'allarguen en el temps, mentre que assoliments i semelfactius són instantanis (trets semàntic [-duratiu]). Per acabar, resultats i assoliments es diferencien d’activitats i semelfactius sobre la base de la seva telicitat: els primers són tèlics (duen implícita la idea d'objectiu o meta) mentre que els segons són atèlics.
| aspecte lèxic | [estat] | [duratiu] | [tèlic] | observacions                                      | exemples                   |
| ------------- | ------- | --------- | ------- | ------------------------------------------------- | -------------------------- |
| estat         | +       | +         |         |                                                   | saber, estimar             |
| activitat     | -       | +         | -       | procés sense un punt d’acabament implícit         | córrer, passejar, menjar   |
| resultat      | -       | +         | +       | procés que inclou diferents estadis i un resultat | construir, aprendre anglès |
| semelfactiu   | -       | -         | -       | esdeveniment instantani atèlic                    | esternudar, colpejar       |
| assoliment    | -       | -         | +       | esdeveniment instantani tèlic                     | assolir, guanyar           |

## El verb en diferents llengües

### En català
El verb català es classifica en tres conjugacions, segons la terminació de la forma no personal de l'infinitiu. Aquestes terminacions distintives de les tres conjugacions són: 1a, -ar (cantar); 2a, -re (àtona) (perdre), -er (àtona) (témer), -er (tònica, amb e oberta) (haver, poder, saber, soler, valer, voler) i -r (dir, dur, fer); 3a, -ir (llevat de dir) (servir, dormir). Els verbs citats en els dos darrers grups de la segona conjugació són tots els que integren aquests grups. La majoria de verbs de la tercera conjugació prenen l'increment incoatiu -eix- o -sc- (el primer, al Principat; el segon, a les Illes i al País Valencià) en les persones del singular i la tercera del plural dels presents d'indicatiu i de subjuntiu i les corresponents de l'imperatiu: serveixo, serveixi. Molts verbs irregulars presenten diverses alteracions en les terminacions o en el radical.

### En castellà

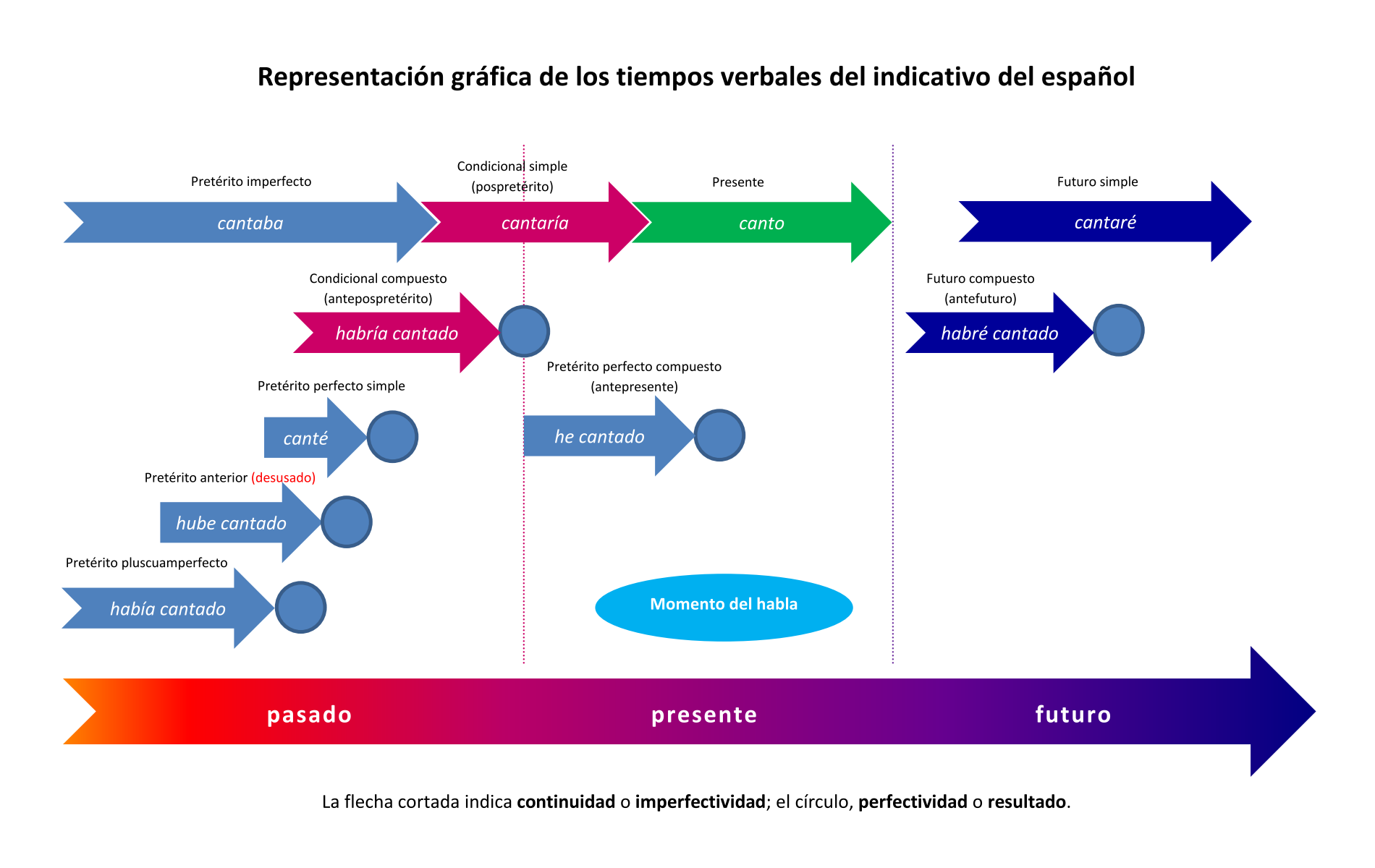
Representació gràfica dels temps verbals del indicatiu en castellà.

En castellà el verb constitueix la classe de paraula flexiva més variable i està constituït per un lexema, així com morfemes de nombre i persona en la seva perifèria, i de manera, veu (activa o passiva), aspecte i infixe de vocal temàtica entre el lexema i aquells. Admet morfemes derivatius (afixos) de diferents significacions.
Depenent del tipus de llengua de què es tracti, els verbs poden variar de forma. A més, el verb pot concordar en gènere, persona i nombre amb alguns dels seus arguments o complements (als que normalment es coneix com a subjecte, objecte, etc.). En castellà concorda amb el subjecte sempre en nombre i gairebé sempre en persona, l'excepció és el cas de l'anomenat subjecte inclusiu, i força vegades amb l'atribut dels verbs copulatius.
Les llengües en què els verbs conjugats varien en les seves formes s'anomenen flexives, i cada forma determina un patró específic de conjugació, diferint notablement d'un sistema lingüístic a un altre. En el cas de la llengua castellana, que és flexiva, la majoria dels verbs es conjuguen de manera regular segons tres patrons únics (conjugacions) definits segons la vocal temàtica (1a o en -ar, 2a o en -er; 3a o en -ir), subdividits successivament en grups segons la seva veu, formes personals o no personals, mode, aspecte, temps, nombre i persona. Altres patrons de conjugació menys generals són anomenats de verbs irregulars. Juntament amb aquest tipus de conjugació, hi ha a més un altre tipus de conjugació regular mitjançant estructures analítiques anomenades perífrasis verbals, que expressen maneres i aspectes més precisos i concrets que no apareixen recollits en la conjugació regular, que és més general. Com la terminació és diferent per a cada persona, l'ús de pronoms subjecte es considera sovint redundant.

### En francès i anglès
El verb presenta trets raonablement comuns en totes les llengües indoeuropees: conjugació basada en la persona, el nombre i el Temps-mode-aspecte, però no en el gènere, l'evidencialitat o l'existència de derivació que canvia la vàlua de tipus causativa, aplicatiu, etc. Tanmateix, malgrat aquestes característiques esteses existeixen diferències no menyspreables en els sistemes verbals de les llengües indoeuropees.
En altres idiomes, com per exemple el francès, els verbs tenen terminacions diferents per a cada persona, però degut a la seva particular fonologia, moltes d'elles són homòfones i, per tant, el subjecte ha d'estar necessàriament realitzat. En anglès es presenta una situació en què les terminacions verbals han desaparegut pràcticament per complet, pel que cal obligatòriament un subjecte gramatical explícit (expletiu o lèxic).

### En altres llengües
Els verbs de l'idioma japonès, d'altra banda, no es conjuguen amb persona ni nombre, per la qual cosa expressions com Nihongo no hon wo yondeimasu poden interpretar-se com "Estic llegint un llibre de japonès", "Estan llegint un llibre de japonès" o amb relació a qualsevol persona o nombre, tot depenent del context.
Una altra situació és la que es dona en xinès i altres llengües, on els adjectius són de fet verbs estàtics. I encara més exòtic, des de la perspectiva de les llengües europees, són llengües com el nàhuatl (família uto-asteca) o el lummi o xwlemi (llengües salish), on no hi ha diferència formal entre noms i verbs, podent qualsevol arrel que funciona com a nom conjugar-se segons la persona gramatical.